# Xerraire calb
El xerraire calb (Melanocichla calva) és un ocell de la família dels timàlids (Timaliidae) fins fa poc inclòs al gènere Garrulax.

## Hàbitat i distribució
Habita els boscos de les muntanyes del nord-est de Borneo.